# انجمن بوم‌شناسی آمریکا
انجمن بوم‌شناسی آمریکا (به انگلیسی: Ecological Society of America) یک سازمان حرفه‌ای از دانشمندان محیط زیست است. انتشارات انجمن بوم‌شناسی آمریکا که در ایالات متحده مستقر است و در سال ۱۹۱۵ بنیان‌گذاری شده است، شامل مجله‌ها، خبرنامه‌ها، برگه‌های اطلاعاتی و منابع آموزشی است. این نشست سالانه در مکان‌های مختلف در ایالات متحده آمریکا و کانادا برگزار می‌شود. انجمن بوم‌شناسی آمریکا علاوه بر انتشارات و نشست سالانه خود، در زمینه سیاست عمومی، علم، آموزش و مسائل مربوط به آن تنوع فعالیت دارد.

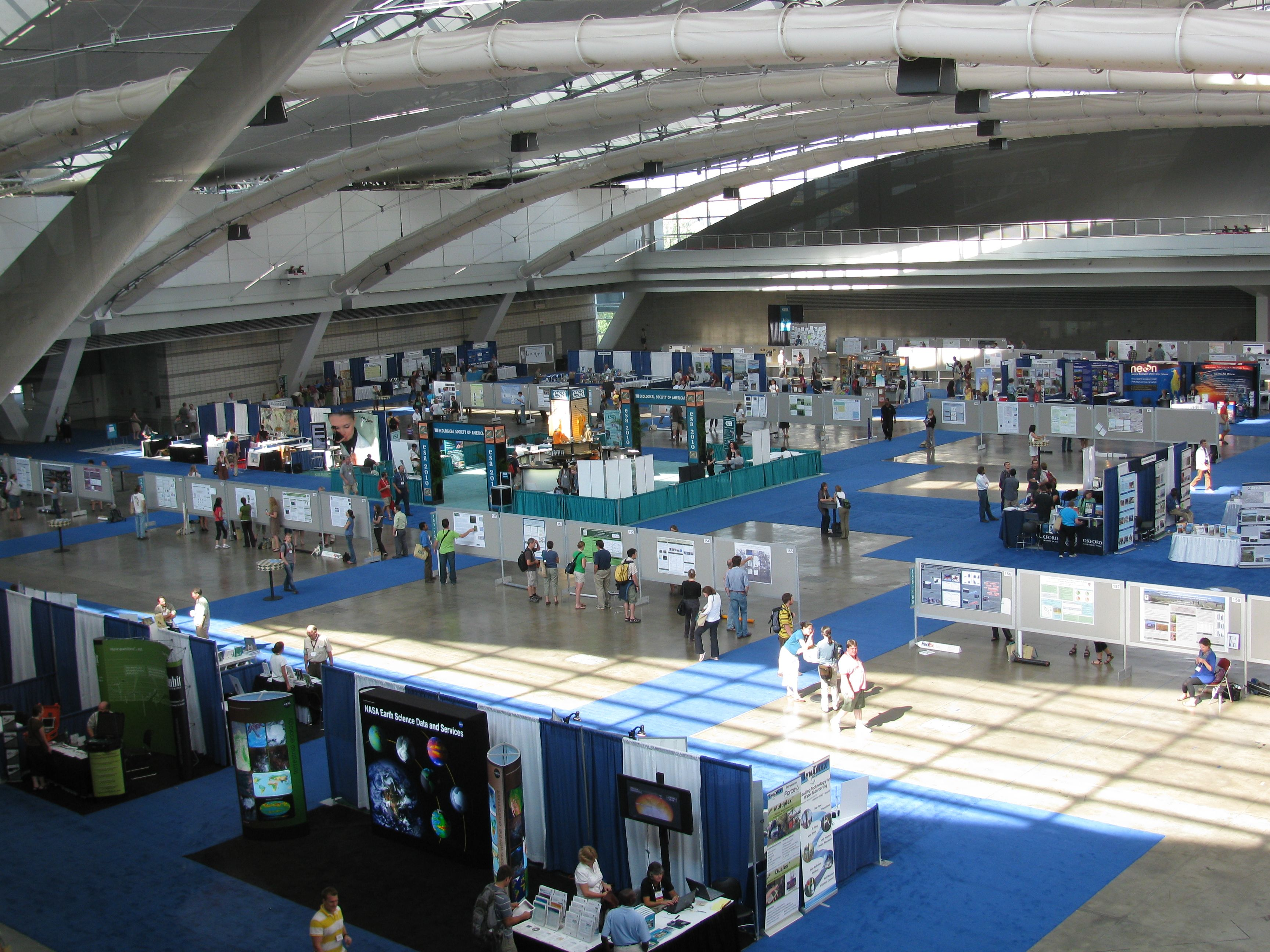
نشست سالانه انجمن بوم‌شناسی آمریکا

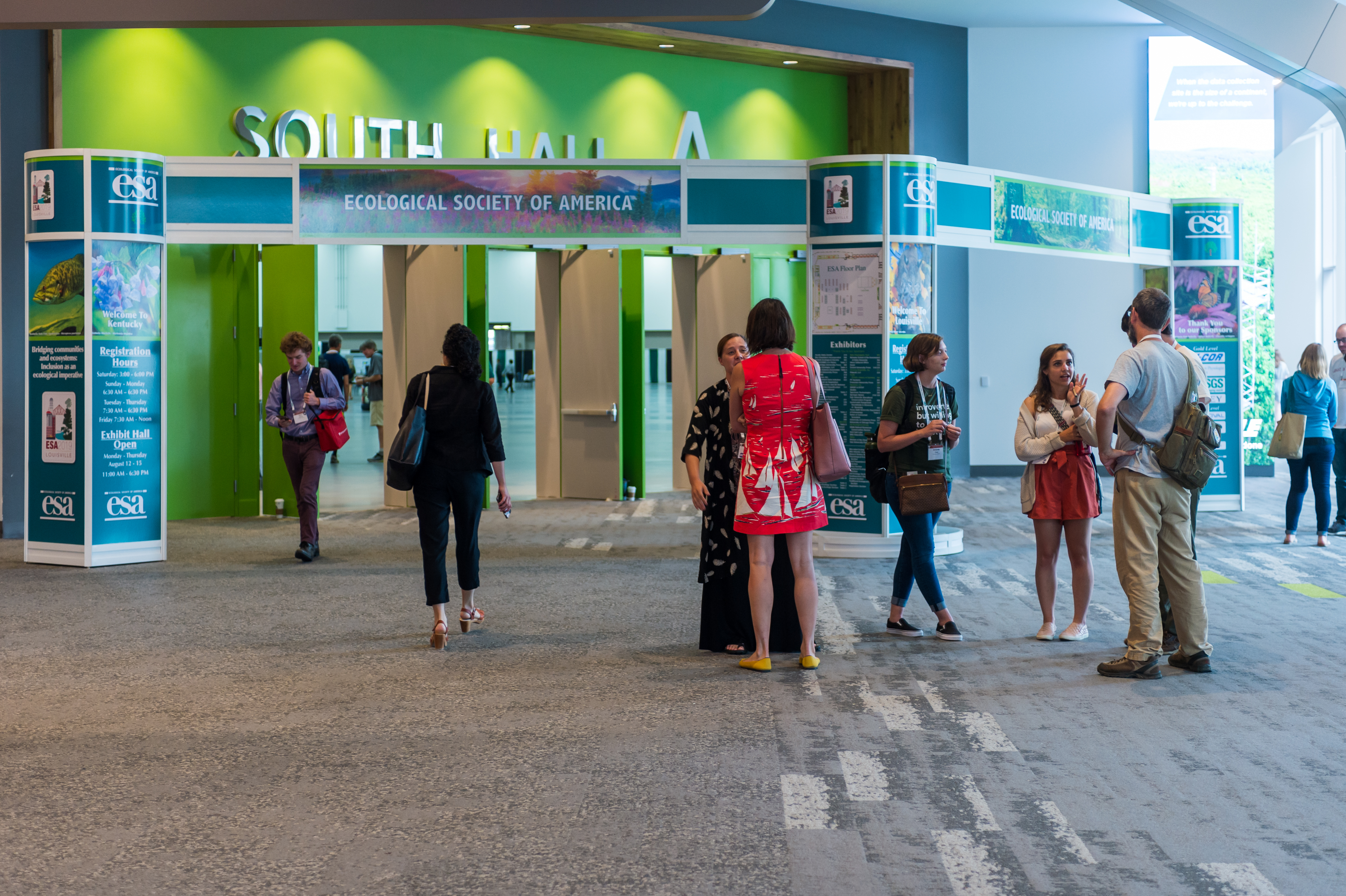
ورودی اتاق مرکز گردهمایی